# Ruta Provincial 2 (Buenos Aires)
La Ruta Provincial 2 o Autovía 2, denominada «Autovía Juan Manuel Fangio», es una autovía argentina con calzada dividida de 370 km de longitud (numerados del km 34 al km 404). Está construida siguiendo el trazado de la vieja Ruta Nacional 2. Desde el año 1990 está bajo la jurisdicción de la provincia de Buenos Aires. Una ley provincial designó este camino como Autovía Juan Manuel Fangio, aunque es más conocida como La Ruta 2.
Se extiende desde el empalme con las rutas provinciales 1 y 36 y la Ruta Nacional A004 en la Rotonda Juan María Gutiérrez que está ubicada en el límite entre las localidades de Juan María Gutiérrez (partido de Berazategui) e Ingeniero Allan (partido de Florencio Varela). Se encuentra en superposición en un trayecto de 6 km con la Ruta Provincial 36 hasta la localidad de El Pato, Partido de Berazategui, y culmina su trayecto en la Ruta Nacional 226, ciudad de Mar del Plata (Avenida Luro).
La Autovía 2 está concesionada y posee dos estaciones de peaje. Cuenta con más de 30 estaciones de servicio, teléfonos fijos para comunicaciones de emergencia y una estación de radio en la que se informa el estado de la vía.
Es una de las rutas con mayor caudal de tráfico del país, especialmente en época estival, ya que une la capital de la República Argentina con la ciudad balnearia de Mar del Plata y, a través de otras rutas provinciales, diferentes destinos turísticos de la costa atlántica bonaerense.
Casi todas las intersecciones de caminos con la autovía son cruces a nivel, sin puentes para permitir la separación de tráfico. También existe un cruce a nivel con el Ferrocarril General Roca en zona rural y otro en zona urbana. Con la puesta en marcha del plan vial provincial denominado Sistema Vial Integrado del Atlántico se prevé convertir esta vía de comunicación en autopista en un lapso de 30 años. El 1 de diciembre de 2016 la empresa estatal Aubasa se hace cargo de la operación, mantenimiento y plan de obras del denominado «Corredor vial del Atlántico» integrado por la Autovía 2, ruta 11, 56, 63 y 74. A partir de esa fecha también deja de transmitir durante un tiempo la FM 2 107.1 MHz. Actualmente se encuentra transmitiendo en la misma frecuencia bajo el nombre de Radio 2, siendo el único medio de comunicación que informa minuto a minuto el estado de tránsito e incidentes viales sobre la autovía.

## Recorrido

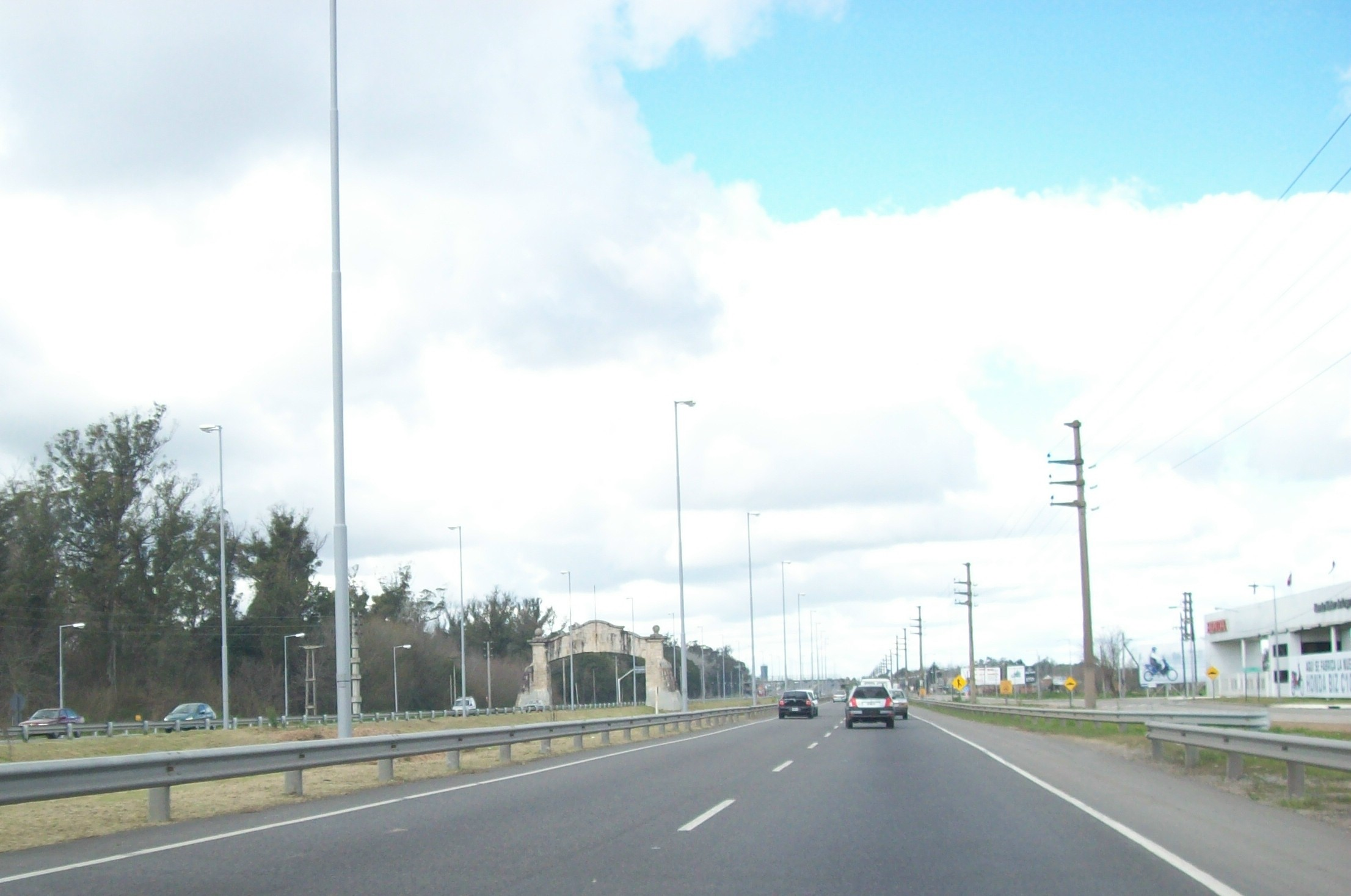
Arco de entrada a la antigua estancia que es actualmente el Parque Pereyra Iraola. Una de las calzadas de la autovía pasa por debajo.

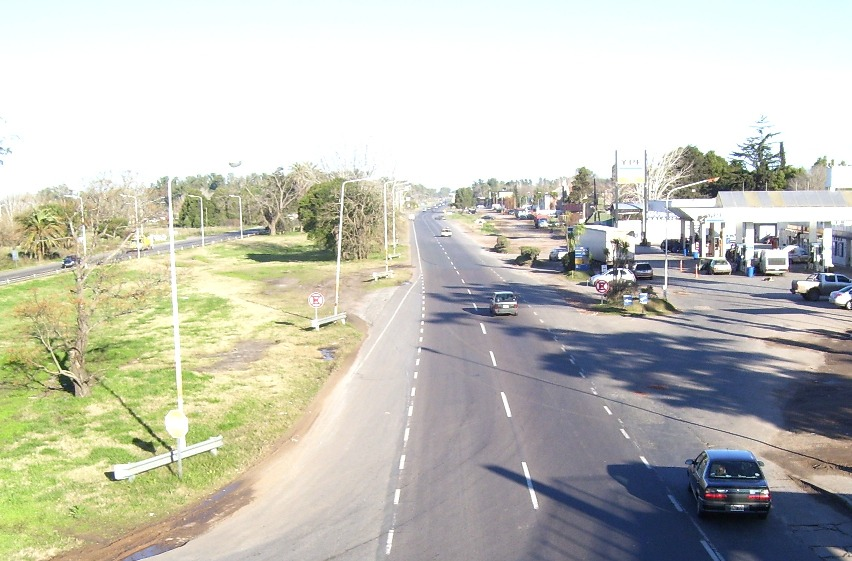
Autovía en su paso por Castelli, vista hacia el sur.

Esta autovía tiene sentido general norte a sur. Comienza en la rotonda Juan María Gutiérrez, donde convergen varias carreteras de importancia: la Ruta Provincial 36, que conduce a las ciudades de Quilmes Oeste, Avellaneda y Buenos Aires; la Ruta Nacional A004, que enlaza a la Ruta Nacional 1, también conocida como Autopista Buenos Aires - La Plata (con peaje), y es la opción más rápida para acceder a la capital de la República Argentina; y la Ruta Provincial 1 que se extiende hasta la ciudad de La Plata. Existe un puente sobre la rotonda que une la Ruta Nacional A004 con la Autovía 2.
Inmediatamente al sur de la rotonda, el camino es una autopista con calles colectoras hasta el final de la superposición con la Ruta Provincial 36. En una parte de este tramo discurre junto al Parque Pereyra Iraola. La calzada con sentido a la ciudad de Buenos Aires pasa por debajo de uno de los arcos de entrada a la antigua estancia. Cerca de allí, en la localidad de El Pato, se encuentran dos parques industriales junto a la autopista: el Centro Industrial Ruta 2 y el Parque Industrial Pibera. En la localidad de El Peligro la carretera pasa a 1 km del autódromo Roberto José Mouras. En Abasto la autovía pasa junto al Parque Industrial La Plata. Más al sur se encuentran algunos clubes de campo (urbanizaciones cerradas).
Al sur del río Samborombón se encuentra el sistema de lagunas encadenadas: la autovía pasa a 300 metros de la laguna de Chascomús al sur de la ciudad del mismo nombre, discurre entre las lagunas Adela y del Burro en la localidad de Adela, y finalmente junto a la laguna Chis Chis cerca de Monasterio. En Lezama la Autovía 2 se convierte en avenida urbana, pasando por el centro de la ciudad y junto a la estación ferroviaria.
Inmediatamente al sur del río Salado la ruta pasa junto a la Estancia Villa La Raquel, con su castillo característico construido por la familia Guerrero en el siglo XIX. La autovía discurre al oeste de la planta urbana de la ciudad de Dolores, junto al autódromo Ciudad de Dolores. Al sur de General Guido, en el km 251, se encuentra un cruce a nivel con el ramal ferroviario que une las estaciones Constitución y Divisadero de Pinamar. En la ciudad de Maipú las calles desembocan directamente en la autovía. Al sur de esta ciudad la ruta se encuentra inmediatamente al este de las vías del Ferrocarril General Roca, por lo que en las diferentes localidades el camino se desvía para no pasar por el centro de las poblaciones.
En Estación Camet comienza el aglomerado urbano de Mar del Plata, donde las calles desembocan directamente en la autovía. El camino pasa junto al Aeropuerto Internacional Astor Piazzolla y luego de la rotonda de la Avenida Constitución en el km 400 la carretera se convierte en bulevar con rotondas en los cruces con avenidas. En este tramo hay un cruce a nivel con las vías del Ferrocarril General Roca. La ruta finaliza inmediatamente unos metros pasado este, en el cruce con la Avenida Pedro Luro.

## Localidades
Las ciudades y pueblos por los que pasa esta ruta son las siguientes (los pueblos con menos de 5000 habitantes figuran en itálica).
- Límite entre partidos de Berazategui y Florencio Varela (km 34-37): Juan María Gutiérrez (km 34) e Ingeniero Allan (km 36).
- Partido de Berazategui (km 37-42): El Pato (km 39).
- Partido de La Plata (km 42-48): El Peligro (km 45).
- Límite entre los partidos de La Plata y Brandsen (km 48-54): No hay localidades.
- Partido de La Plata (km 54-71): Abasto (km 55) y Ángel Etcheverry (km 59).
- Partido de Brandsen (km 71-76): Zona rural.
- Partido de La Plata (km 76-81): Zona rural de la delegación Etcheverry.
- Partido de Brandsen (km 81-93): Samborombón (km 92).
- Partido de Chascomús (km 93-139): acceso a Gándara (km 103,5), Chascomús (km 117-124) y Adela (km 135).
- Partido de Lezama (km 139-166): Monasterio (km 145) y Lezama (km 155-157).
- Partido de Castelli (km 166-193): Centro Guerrero (km 177) y Castelli (km 178-183).
- Partido de Dolores (km 193-245): Sevigné (km 196), Dolores (km 205-214) y acceso a Parravicini (km 226).
- Partido de General Guido (km 245-264): General Guido (km 249).
- Partido de Maipú (km 264-301): Maipú (km 275) y Las Armas (km 300).
- Partido de Ayacucho (km 301-310): no hay poblaciones.
- Partido de Mar Chiquita (km 310-384): General Pirán (km 321-323), Coronel Vidal (km 341-343), Vivoratá (km 365-368) y Cobo (km 383).
- Partido de General Pueyrredón (km 384-404): Camet (km 389), Estación Camet (km 393) y Mar del Plata (km 400-404).

## Intersecciones y puentes
A continuación se muestran las intersecciones con otras carreteras y vías ferroviarias y todos los puentes que posee esta autovía. Para el drenaje de las aguas superficiales la empresa concesionaria construyó 470 obras de drenaje transversales y 320 más para la evacuación de agua del cantero central.
|  |  | RM |

|  | RMq | RMIdo | RMq |

|  |  | RM |

|  |  | RM |

|  |  | RM |

|  |  | SKRZ-Muq |

|  |  | RM |

|  |  | RMIdo | exSTRq |

|  |  | RM |

|  |  | RM |

|  |  | exSKRZ-G+eBUE |

|  |  | MWNODE | exSTRq |

|  |  | RM |

|  |  | exSKRZ-G+eBUE |

|  | RMq | RMIcu | RMq |

|  |  | RM |

|  | WASSERq | RMoW2 | WASSERq |

|  |  | RM |

|  | WASSERq | RMoW2 | WASSERq |

|  |  | RM |

|  |  | RM |

|  |  | RM |

|  |  | RM |

|  |  | RM |

|  | exSTRq | MWNODE | exSTRq |

|  |  | RM |

|  |  | RM |

|  |  | GRENZE |

|  |  | RM |

|  | WASSERq | RMoW2 | WASSERq |

|  |  | RM |

|  | WASSERq | RMoW2 | WASSERq |

|  |  | RM |

|  | exSTRq | MWNODE | exSTRq |

|  |  | RM |

|  | exSTRq | MWNODE |  |

|  |  | MWPETr |

|  | exSTRq | MWNODE | exSTRq |

|  |  | RM |

|  | exSTRq | RMIdo |  |

|  |  | RM |

|  | WASSERq | RMoW2 | WASSERq |

|  |  | RM |

| lDAMPF |  | SKRZ-Muq |  |

|  |  | RM |

|  | WASSERq | RMoW2 | WASSERq |

|  |  | RM |

|  |  | RM |

|  | WASSERq | RMoW2 | WASSERq |

|  |  | RM |

|  | WASSERq | RMoW2 | WASSERq |

|  |  | RM |

|  | exSTRq | MWNODE |  |

|  |  | RM |

|  | WASSERq | RMoW2 | WASSERq |

|  |  | RM |

|  |  | RM |

|  | exSTRq | MWNODE |  |

|  |  | RM |

|  |  | RM |

|  |  | RM |

|  |  | MWNODE | exSTRq |

|  |  | RM |

|  |  | RM |

|  |  | MWPETr |

|  | WASSERq | RMoW2 | WASSERq |

|  |  | RMIfu4 | RMq |

| lDAMPF |  | SKRZ-Muq |  |

|  | exSTRq | MWNODE |  |

|  |  | RMIfu4 | RMq |

|  |  | RM |

|  | WASSERq | RMoW2 | WASSERq |

|  |  | RM |

|  | exSTRq | MWNODE |  |

|  |  | RM |

|  | WASSERq | RMoW2 | WASSERq |

|  | WASSERq | RMoW2 | WASSERq |

|  | WASSERq | RMoW2 | WASSERq |

|  |  | RM |

|  |  | RM |

|  |  | RM |

|  |  | MWNODE | exSTRq |

| lDAMPF |  | SKRZ-GBUE |  |

|  |  | RM |

|  | WASSERq | RMoW2 | WASSERq |

|  | WASSERq | RMoW2 | WASSERq |

|  |  | RM |

|  |  | RM |

|  |  | GRENZE |

|  |  | RM |

|  |  | MWPETr |

|  | exSTRq | MWNODE | exSTRq |

|  |  | RM |

|  |  | RM |

|  |  | RM |

|  | WASSERq | RMoW2 | WASSERq |

|  |  | RM |

|  | WASSERq | RMoW2 | WASSERq |

|  |  | RM |

|  | WASSERq | RMoW2 | WASSERq |

|  |  | RM |

|  | exSTRq | MWNODE |  |

|  |  | RM |

|  | WASSERq | RMoW2 | WASSERq |

|  | WASSERq | RMoW2 | WASSERq |

|  |  | RM |

|  | WASSERq | RMoW2 | WASSERq |

|  |  | RM |

|  | WASSERq | RMoW2 | WASSERq |

|  |  | RM |

|  | WASSERq | RMoW2 | WASSERq |

|  |  | RM |

|  |  | RM |

|  |  | MWNODE | exSTRq |

|  |  | RM |

|  | WASSERq | RMoW2 | WASSERq |

|  |  | RM |

| FLUG |  | MWNODE | RMq |

|  | WASSERq | RMoW2 | WASSERq |

|  |  | MWNODE | RMq |

|  |  | RM |

| lDAMPF |  | SKRZ-GBUE |  |

|  | RMq | MWNODE | RMq |

|  |  | RM |

## Paquete estructural

Perfil estructural de la Autovía 2. La escala vertical está exagerada 5 veces.

La nueva calzada de la autovía posee pavimento flexible de 7,3 m de ancho compuesto de tres capas de concreto asfáltico: la superior es una carpeta de rodamiento de 5 cm de grosor, la central es una base de 7 cm de espesor, mientras que la inferior posee 5 cm en el extremo izquierdo y 8 cm en el derecho. La banquina izquierda de 1 m de ancho, posee una capa de concreto asfáltico de 5 cm sobre una base de suelo cemento de 12 cm. La banquina derecha de 2,5 m de ancho tiene los mismos materiales pero la base es de 15 cm. Debajo de este pavimento se encuentra una subbase de suelo cal de 15 cm en el extremo izquierdo y 20 cm en el derecho y luego dos capas de subrasante de 20 cm cada una mejorada con cal.
La calzada existente antes de la construcción de la autovía posee el mismo ancho, pero ambas banquinas poseen 2,5 m de ancho.
Para la construcción de la autovía entre 1993 y 1999 se usaron 11 940 000 m³ de material para la construcción de terraplenes, 895 000 m³ para las subbases estabilizadas y 1 345 000 toneladas de concreto asfáltico.

## Historia

### Antecedentes

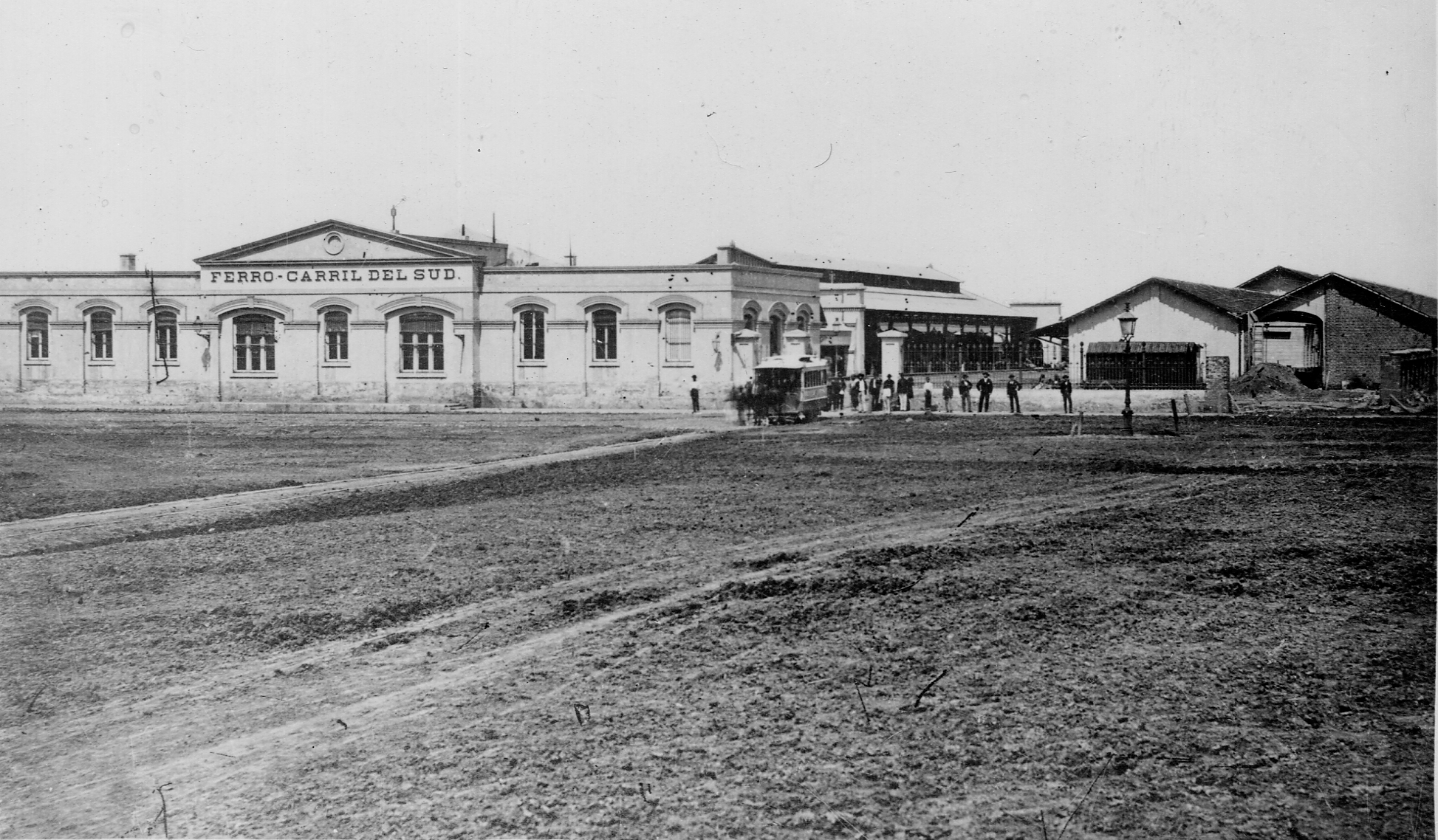
Estación Constitución en Buenos Aires en el año 1867, desde donde partían los trenes hacia el sur.

Las tropas de carretas circulaban por huellas en zonas cercanas al actual camino entre Buenos Aires y Mar del Plata desde fines del siglo XVIII. Para cruzar los ríos se usaban los pasos, que eran lugares donde el agua tenía menos profundidad. Cuando crecían los ríos no se podía continuar el camino, por lo que generalmente junto a los pasos había pulperías y lugares para descansar. El paso más utilizado para cruzar el Río Salado era el de La Postrera, ubicado unos 5 km al oeste de la actual autovía.
Desde mediados del siglo XIX comenzaron a operar servicios de diligencias en la zona llamados mensajerías, que tardaban unos quince días en recorrer el trayecto desde Buenos Aires hasta la zona que hoy en día es la ciudad de Mar del Plata. Con el tendido de vías por parte de la compañía Ferrocarril del Sud, estas empresas operaban desde la punta de rieles hacia el sur, con lo que el tiempo de viaje se acortaba notablemente y se podía aumentar la frecuencia de los servicios. El tren llegó a Chascomús el 15 de diciembre de 1865, a Dolores el 10 de noviembre de 1874, a Maipú el 7 de diciembre de 1880 como parada intermedia del ferrocarril a Ayacucho y a Mar del Plata el 26 de septiembre de 1886, reduciéndose el tiempo de viaje a diez horas.
La inauguración de la estación terminal en Mar del Plata marcó el final del uso de las carretas para el traslado de larga distancia de personas y mercaderías, ya que el tren ofrecía un viaje rápido y que no dependía de las condiciones climáticas.

### Camino de tierra

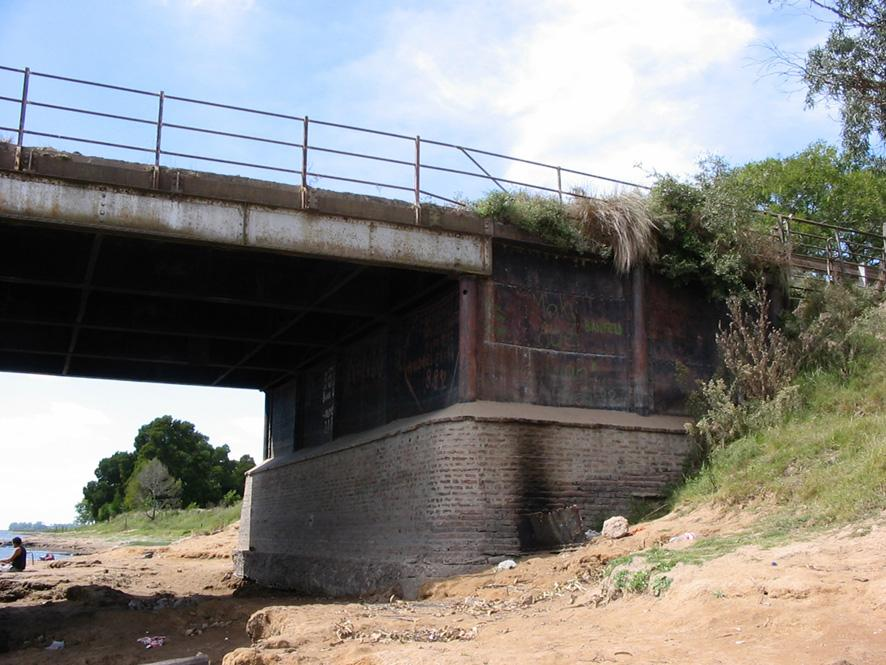
Estribo en el extremo sur del antiguo puente La Postrera.

El Touring Club Argentino construyó el camino de tierra de Buenos Aires a Mar del Plata alrededor del año 1910. La traza entre Buenos Aires y Chascomús era diferente de la actual, ya que el camino pasaba por las ciudades de Avellaneda, Quilmes y Florencio Varela por el Camino General Belgrano que fue adoquinado entre 1912 y 1916, y luego, siguiendo la traza de la actual Ruta Provincial 53, continuaba hacia Brandsen. Luego seguía paralelo a las vías del Ferrocarril del Sud, cruzándolas varias veces, hasta Mar del Plata.
Mediante este camino, que desmejoraba con las lluvias, los automóviles tardaban alrededor de dos días para realizar el trayecto de Buenos Aires a Mar del Plata.
Los puentes más largos eran los que cruzaban los ríos Samborombón y Salado. El primero era una pasarela muy precaria construida por el Automóvil Club Argentino y el segundo era el puente La Postrera hecho de hierro con base de mampostería, construido en 1872 en el paso homónimo por el ingeniero Luis Augusto Huergo, con una longitud de 170 m.
Durante las obras de ensanche del río Salado para aumentar su caudal y así prevenir inundaciones, en el año 2005 se retiró este puente reemplazándolo por otro de hormigón de 275 m de longitud.

### Camino pavimentado
La declaración sancionada por el Segundo Congreso de Vialidad reunido en la Ciudad de Buenos Aires durante los días 12 y 17 de agosto de 1929 solicitaba al Presidente de la República, Hipólito Yrigoyen, la construcción de este camino, que serviría para la comunicación comercial y económica agraria de casi una tercera parte de la Provincia de Buenos Aires así como facilitaría el turismo.
Este camino fue retirado de la red nacional a pedido del gobierno provincial que manifestó su deseo de ser él quien se hiciera cargo de la obra. Los ingenieros viales provinciales determinaron que se construyera la carretera pavimentada bordeando la costa del Océano Atlántico. Esto motivó la preparación de un memorial por parte del Movimiento pro-adopción de la ruta tradicional con el aval de los intendentes y diversas asociaciones de la zona explicando las ventajas de la pavimentación de la ruta que se utilizaba en ese momento. Entre ellas se puede citar que la traza alternativa era un 20% más larga y no atravesaba poblaciones, mientras que en la ruta habilitada hasta ese momento había siete estaciones de servicio del Automóvil Club Argentino. Dicho memorial, aprobado en asamblea celebrada en Dolores el 2 de julio de 1933, estaba dirigido al gobernador provincial, la Dirección Nacional de Vialidad y el presidente de la República.
En mayo de 1934 la Nación y la provincia firmaron un acuerdo dividiendo en dos tramos la construcción del camino pavimentado, utilizando la traza indicada por la Dirección Nacional de Vialidad: entre Avellaneda y Dolores, a construir por el ente vial nacional y de la última ciudad a Mar del Plata, que debía ser ejecutado por la Provincia de Buenos Aires, con fondos federales. Los trabajos comenzaron el 13 de diciembre de 1934. El primer tramo se terminó el 23 de enero de 1938.
El tramo de 208 km de Dolores a Mar del Plata que incluía el acceso a Parque Camet (actual Avenida Constitución) y el acceso al puerto (actual Avenida Juan B. Justo) se dividió en seis secciones de 13, 39, 53, 45, 48 y 10 km de norte a sur, cada una de las cuales fue adjudicada a una empresa diferente para construirlas en paralelo. Finalmente el 5 de octubre de 1938 se inauguró la carretera pavimentada de Buenos Aires a Mar del Plata, luego de tres años de obras entre las ciudades de Dolores y Mar del Plata, lo que facilitó enormemente el acceso a la ciudad balnearia.
El pavimento se distribuyó de la siguiente manera: 14 km de granitullo (adoquinado), 255 km de losas de hormigón armado de 6 metros de ancho y 127 km de pavimento flexible (macadam al agua) con tratamiento superficial de tipo doble de 6 metros de ancho y 22 cm de espesor.

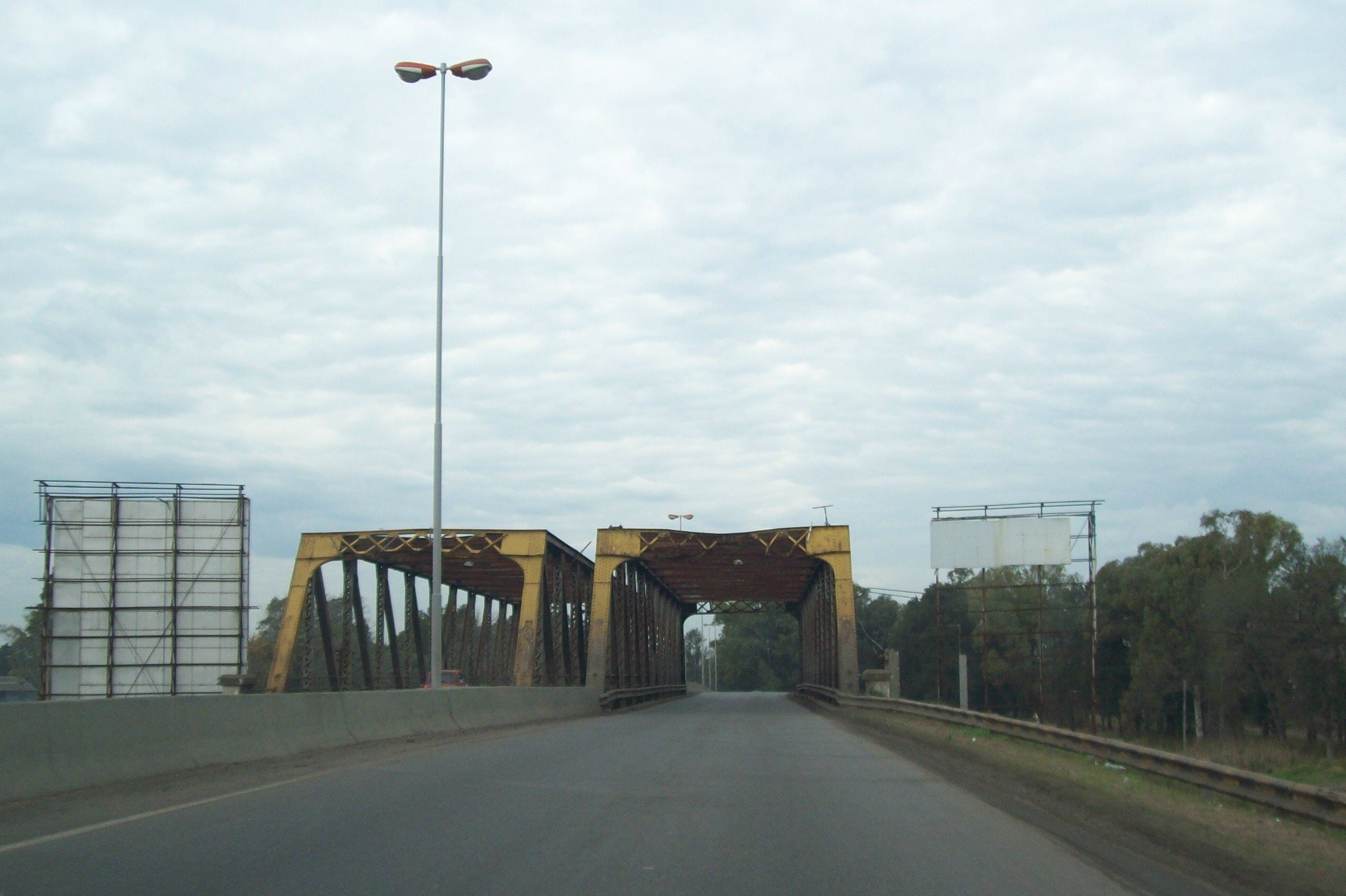
Puente metálico sobre las vías del Ferrocarril Roca en Bosques.

La traza desde Buenos Aires a Chascomús se modificó para que el camino pase por terrenos más elevados y más cercanos a la ciudad de La Plata. De esta manera el camino reducía su extensión en 13 km. Otra particularidad del nuevo camino es que sólo tenía tres cruces a nivel con líneas férreas importantes: uno al sur de Chascomús (km 128), otro al sur de Dolores (km 208,5) y el último dentro de la actual zona urbana de Mar del Plata (km 403,5), correspondientes al ramal Constitución a Mar del Plata del Ferrocarril del Sud. Para ello se construyó un puente metálico en Bosques y se planeó hacer un terraplén para que el ramal Quilmes del Ferrocarril del Sud pasara sobre la ruta en la localidad de Sarandí. Esta última obra sufrió varios retrasos hasta que finalmente el presidente Juan Domingo Perón la inauguró el 4 de junio de 1953, eliminando las barreras de la Avenida Presidente Bartolomé Mitre. Además había un cruce a nivel con vías férreas en el actual partido de Berazategui, tres más en el de La Plata, otro en la localidad de General Guido y el último en Vivoratá. Dichos cruces fueron desactivados al clausurarse estos ramales ferroviarios en las décadas de 1960 y 1970, aunque hubo unos pocos servicios ferroviarios no regulares que cruzaron la ruta 2 en la década de 1980. Luego del tendido de vías entre General Madariaga y Pinamar, el cruce ferroviario de General Guido ubicado en el km 251 comenzó a utilizarse nuevamente para transporte de pasajeros a partir del 7 de diciembre de 1996. A 2021 ese ramal se encuentra en uso, con un servicio ida y vuelta diario.
El camino pavimentado produjo un aumento de turistas que llegaban por automóvil, con lo que en 1940 había más gente que llegaba a Mar del Plata por automóvil que por tren. Cinco años antes sólo había llegado el 18% de turistas por automóvil.
El 5 de octubre de 1941 los entes viales provincial y nacional firmaron el convenio de traspaso de la ruta a jurisdicción nacional. El inicio de la ruta era el Puente Nicolás Avellaneda sobre el Riachuelo, inaugurado el año anterior, siguiendo por las actuales avenidas Sargento Ponce y Debenedetti enlazando en Sarandí con la Avenida Presidente Bartolomé Mitre, y luego continuando hacia el sudeste.
La Ley Provincial 4810, publicada en el Boletín Oficial el 5 de septiembre de 1942, designó esta carretera como Ruta General Bartolomé Mitre.

### Reconstrucción

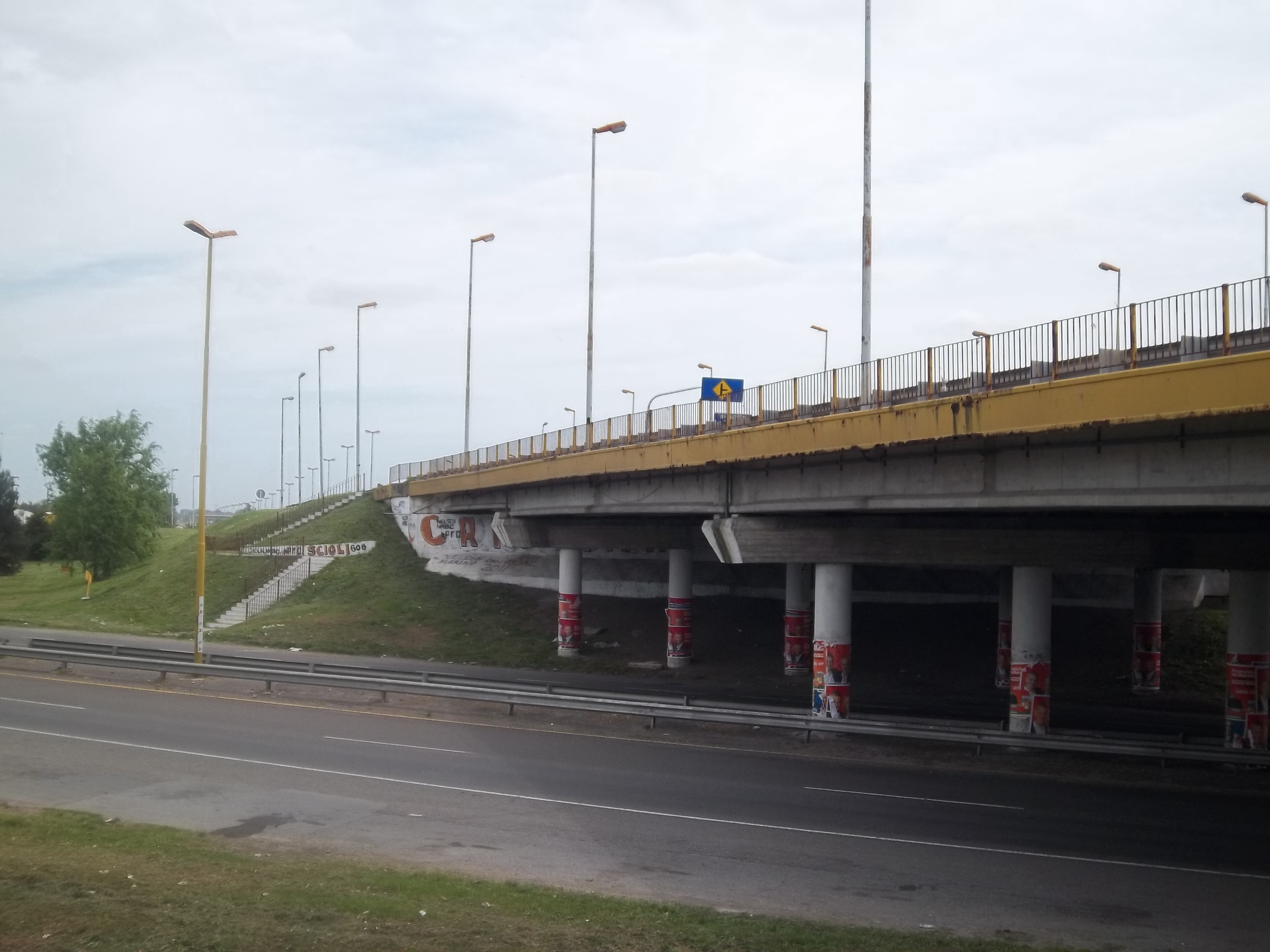
Distribuidor Etcheverry con el puente de la Ruta Provincial 215 sobre la Autovía 2 en Ángel Etcheverry.

En la década de 1950 la ruta estaba en malas condiciones debido a varios factores.
Según el reglamento de tránsito de 1936 la velocidad máxima era de 50 km/h para camiones y de 80 km/h para automóviles. Si bien el promedio de la velocidad de los camiones era de 30 a 40 km/h, veinte años después los vehículos pesados circulaban a 80 km/h. La carretera no estaba preparada para este incremento de velocidad, ni para el aumento del flujo vehicular, que se triplicó en 20 años.
La mezcla de suelos usados para la construcción de la carretera no era de buena calidad, ya que por problemas de presupuesto se usó material de la zona. Además no se había compactado correctamente el material, por lo que aparecieron filtraciones de humedad que dañaron el pavimento. El deterioro más importante se verificó en el tramo Dolores - Mar del Plata.
Para solucionar este problema, el Gobierno Nacional licitó 15 tramos en los cuales se debieron realizar trabajos importantes en la carretera que demandaron entre 12 y 24 meses de ejecución. La obra se extendió entre 1956 y 1959 y se ensanchó la calzada a su tamaño actual, que es de 7,30 m.
En 1968 se pavimentaron las banquinas, dividiéndose la obra en ocho tramos para ser ejecutados en paralelo por diferentes empresas contratistas. En el año 1978 se duplicó su ancho al tamaño actual de 2,50 m
En esta época se construyeron tres puentes en los cruces más peligrosos de esta ruta: el puente sobre las vías del Ferrocarril General Roca al sur de la ciudad de Chascomús a fines de la década de 1960, el puente del Camino General Belgrano sobre la superposición de las rutas nacionales 1 y 2 en el denominado Cruce Varela a principios de la década de 1970 y el puente de la Ruta Nacional 215, denominado actualmente Ruta Provincial 215, sobre la ruta 2 en el Cruce Etcheverry, ubicado en la localidad homónima e inaugurado el 14 de diciembre de 1979. En estos puentes se hicieron dos calzadas independientes para la ruta 2.

### Cambio de traza

Cambio de jurisdicción de la Ruta Nacional 2 en el Gran Buenos Aires. Incluye fecha de transferencia de diversos tramos a la provincia de Buenos Aires.

La Dirección Nacional de Vialidad comenzó la construcción de una autopista paralela a la por entonces Ruta Nacional 2 en el sur del Gran Buenos Aires, el Acceso Sudeste a partir del año 1970. Este organismo público transfirió la antigua traza al noroeste del cruce con dicho acceso en construcción en el lugar denominado Triángulo de Bernal ubicado en el Partido de Quilmes a pocos metros del límite con el Partido de Avellaneda. De esta forma la Avenida Mitre se incluyó en la red provincial secundaria con la denominación 004-01 con el objetivo de servir al tránsito suburbano. El acceso mencionado fue inaugurado parcialmente el 15 de diciembre de 1978.
Con el aumento de la urbanización del Gran Buenos Aires, la Ruta Nacional 2 (que en esta zona estaba en superposición con la Ruta 1) era una avenida totalmente saturada de vehículos, por lo que el gobierno nacional junto con el provincial diseñaron en la década de 1960 una autopista entre la Ciudad de Buenos Aires y La Plata, ubicada cerca de la costa del Río de la Plata, en una franja aún no urbanizada, con una salida en la localidad de Hudson con destino a la Ruta 2 ubicada en Gutiérrez.

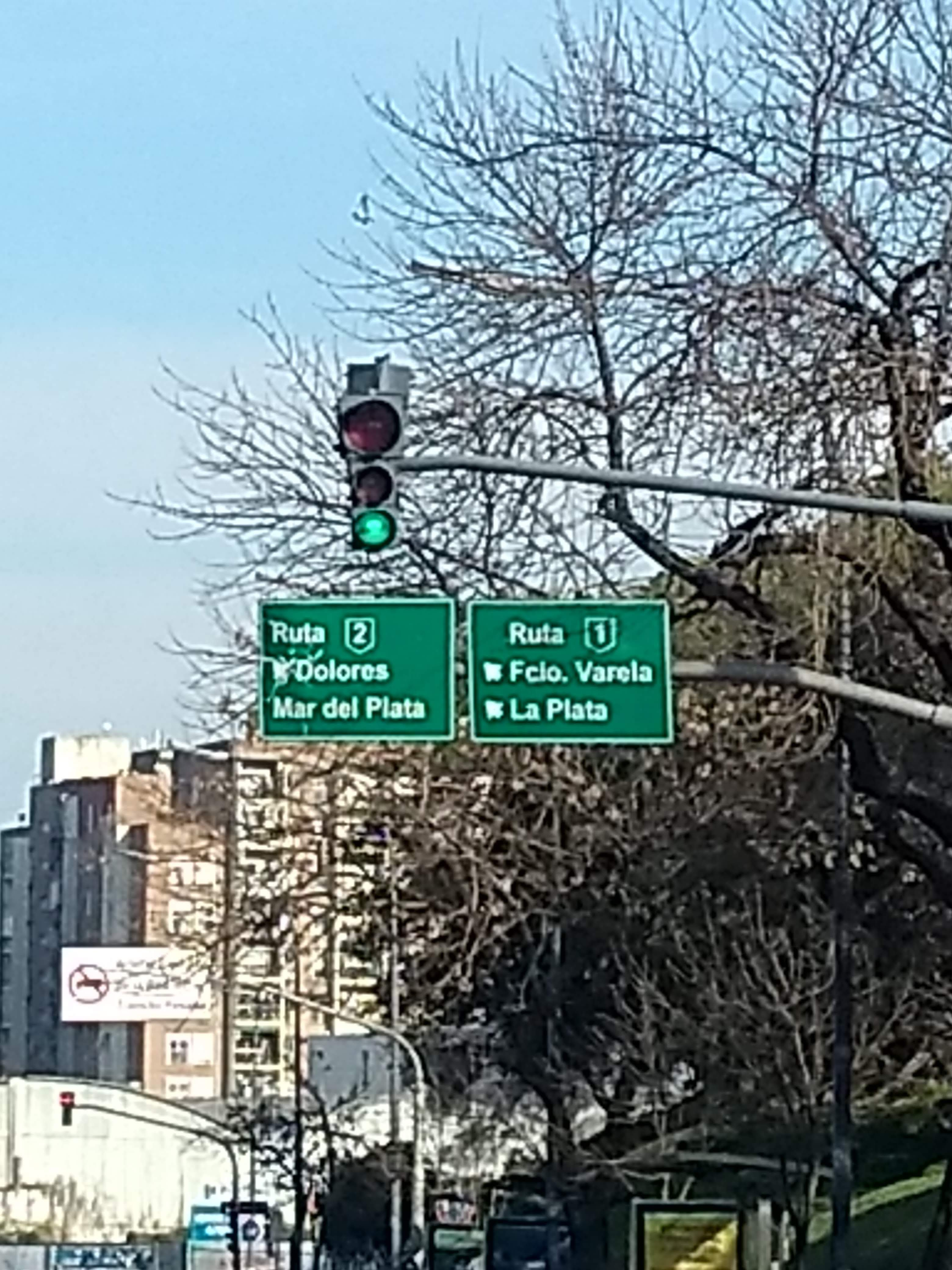
Cartel con antigua nomenclatura de rutas nacionales 1 y 2, ubicados en Buenos Aires cerca del acceso al Nuevo Puente Pueyrredón

Mediante el Decreto Nacional 1595 del año 1979 el Gobierno Nacional prescribió que el tramo de 26 km de este camino desde el Acceso Sudeste al empalme con la Ruta Provincial 36 ubicado en el km 40 pasara a jurisdicción provincial. La Provincia de Buenos Aires se hizo cargo del mismo en 1988. La Dirección de Vialidad de la Provincia de Buenos Aires integró el tramo transferido y la ruta secundaria 004-01 a la Ruta Provincial 36, extendiéndola hacia el noroeste hasta el Puente Pueyrredón sobre el Riachuelo, que es el límite con la Ciudad de Buenos Aires. El mismo decreto prescribió que la totalidad de la Ruta Provincial 88 entre Mar del Plata y Necochea pasara a depender de la Dirección Nacional de Vialidad. De esta manera el tramo mencionado se agregó a la Ruta Nacional 2.
Al transferir la Ruta 2 en todo el Gran Buenos Aires a jurisdicción provincial, este decreto suprimió el acceso a la Ciudad de Buenos Aires por ruta nacional. La autopista sufrió varios retrasos hasta que en noviembre de 1995 las autoridades inauguraron el camino entre Buenos Aires y la Rotonda Juan María Gutiérrez. Para esa época la totalidad de la Ruta 2 estaba bajo jurisdicción de la provincia de Buenos Aires, como se indica más abajo.

### Concesión

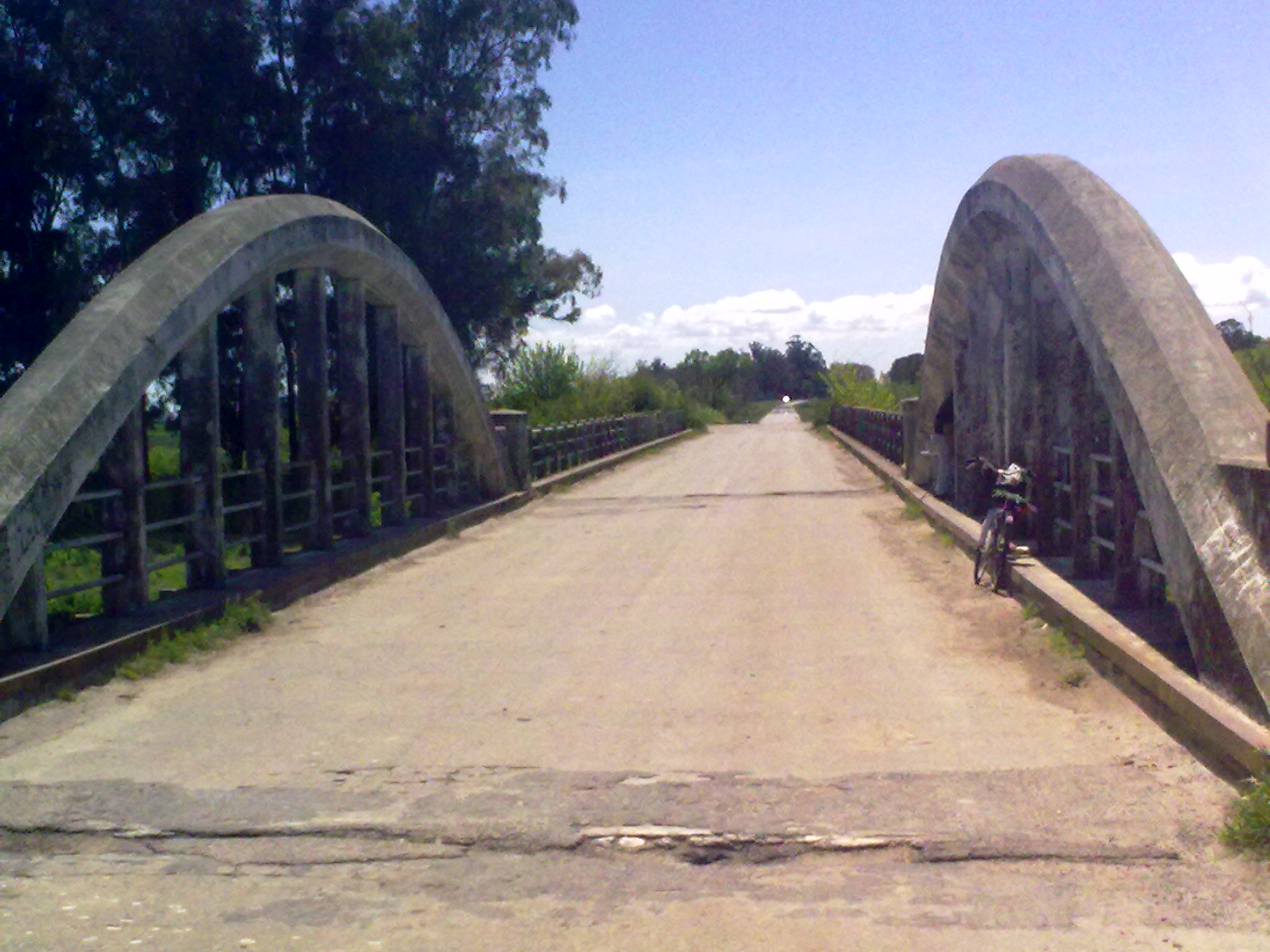
Puente sobre el Canal 9 construido en 1912 al norte de Dolores en la vieja traza de la Ruta 2. Una de las primeras tareas del concesionario fue terminar la variante Dolores al oeste de este camino.

De acuerdo con la Ley de Reforma del Estado número 23696 sancionada el 17 de agosto de 1989, la Dirección Nacional de Vialidad debía concesionar el mantenimiento de la red troncal vial nacional. En 1990 el Gobierno Nacional concesionó con cobro de peaje las rutas nacionales más transitadas del país, dividiéndose éstas en Corredores Viales.
De esta manera, el 1 de noviembre de 1990 la empresa Concesionaria Vial del Sur (Covisur) se hizo cargo del Corredor Vial número 15 por doce años. Este corredor se extendía entre el empalme con la Ruta Provincial 36 (km 40,21) y el empalme con la Ruta Nacional 226 (km 403,70).
De acuerdo con la cláusula 12 del Contrato de Concesión las estaciones de peaje se ubicaron en el km 90 (Samborombón) y en el km 273 (Maipú).
En 1993 finaliza la variante Dolores, que es un tramo de autovía entre los km 204 y 210,5, cuyas obras estaban paralizadas por problemas entre la Dirección Nacional de Vialidad y la empresa contratista. Se realizó un nuevo recorrido que incluye el cruce del Canal 9, que es un curso artificial de agua, y la intersección con la Ruta Provincial 63 a diferente nivel más al oeste. El tramo antiguo quedó abandonado y los diferentes paradores y estaciones de servicio frente a la ruta debieron cerrar.

### Provincialización de la ruta 2
Uno de los anexos de la Ley de Reforma del Estado indicaba que el Gobierno Nacional podía ceder caminos de la red troncal nacional a las provincias que los solicitasen mediante convenios. En este marco, el resto de la ruta fue transferido a la Provincia de Buenos Aires mediante el Convenio Integral para el Ordenamiento Vial: Ejes Buenos Aires - La Plata y Buenos Aires - Mar del Plata de fecha 15 de noviembre de 1990. Este convenio también prescribía que la provincia debía eliminar la estación de peaje que había habilitado en la Ruta Provincial 36 (vieja traza de la Ruta Nacional 2) en la localidad de El Pato. El 17 de septiembre de 1991 la Dirección Provincial de Vialidad readecuó el contrato con la empresa concesionaria. El tramo no concesionado volvió a su antigua denominación Ruta Provincial 88.

### Autovía

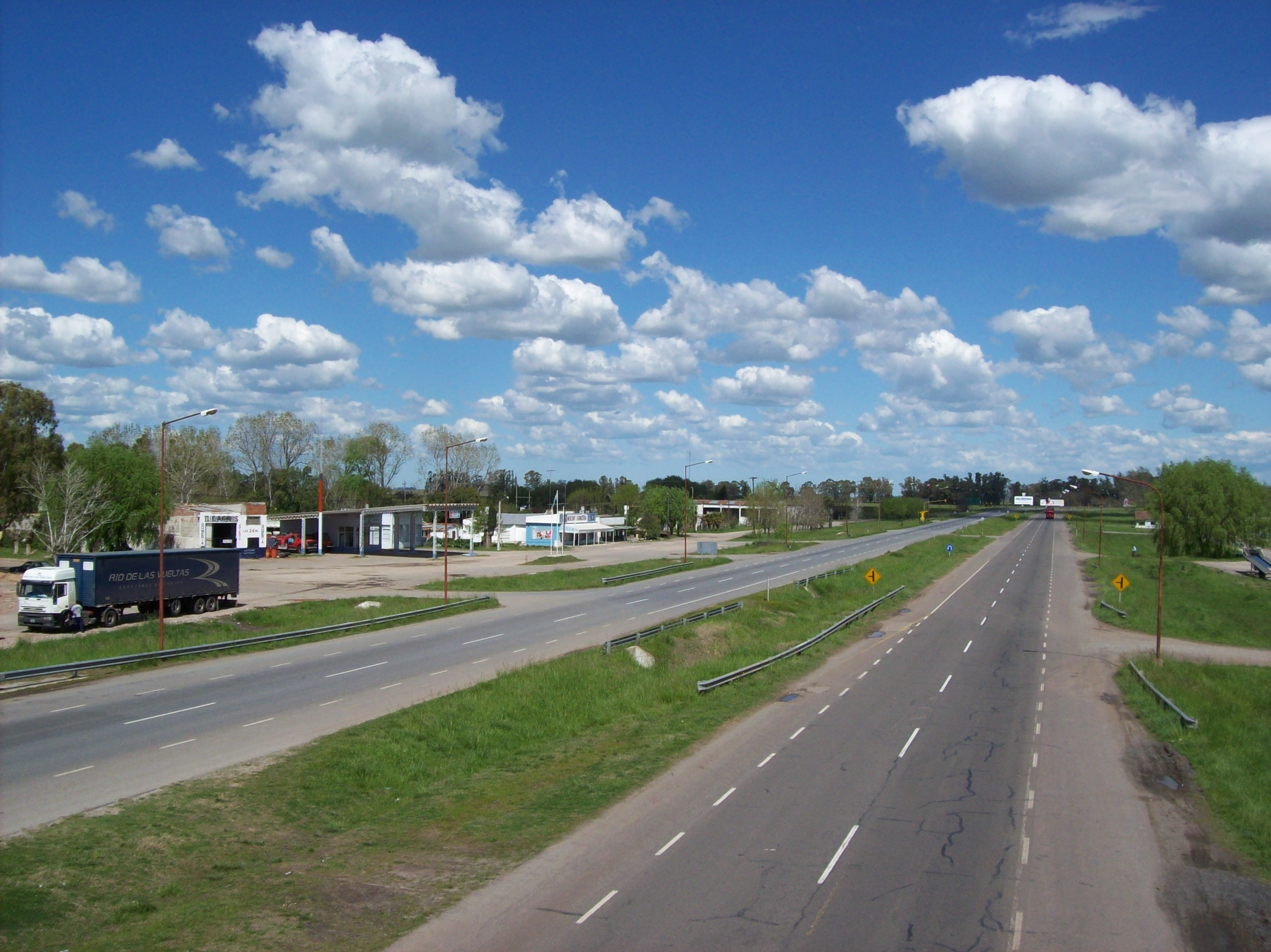
Autovía 2 a su paso por la localidad de Las Armas hacia el sur.

La calzada única no daba abasto para el tráfico en alta temporada, produciéndose varios accidentes mortales por año, además del estrés que producía el manejo con el peligro constante; por ejemplo, en 1992 sucedieron 44 choques de frente. Debe tenerse en cuenta que el tránsito pesado está prohibido en esta ruta en temporada veraniega.
El 15 de diciembre de 1992 el Ministerio de Obras y Servicios Públicos (MOSP) de la provincia y la empresa concesionaria firmaron un convenio de readecuación para la construcción de una autovía, cuyo plazo de ejecución se estipuló de tres años para el tramo desde El Pato a Dolores y de otros tres años para el tramo de Dolores a Mar del Plata. Como contraprestación, la provincia debía pagar la obra a la concesionaria y además extenderle la concesión hasta el 30 de junio de 2012.
Los trabajos para construir la calzada dividida comenzaron en enero de 1993 y tuvo un costo total de 250 millones de pesos.
El 25 de julio de 1996 autoridades nacionales y provinciales inauguraron el tramo entre Chascomús y Dolores. El 16 de octubre de 1997 se liberó al tránsito la autovía hasta la localidad de Las Armas. El 27 de enero de 1999 se realizó el acto de inauguración de la nueva Ruta 2. Finalmente, el 5 de marzo del mismo año se terminaron las obras.
La separación entre calzadas es de 15 m al norte de la ciudad de Dolores y de 47 m al sur de la mencionada localidad. En las zonas donde no hubo espacio para separar las calzadas, se utilizaron barandas de hormigón tipo New Jersey.
La Ley Provincial 12994 publicada en el Boletín Oficial de la semana del 13 al 17 de enero de 2003 designa este camino como Autovía Juan Manuel Fangio.
El 12 de diciembre de 2007 autoridades nacionales y provinciales inauguraron la autopista en el tramo de 6 km donde se superpone este camino con la Ruta Provincial 36, entre Gutiérrez y El Pato. Esta obra permite aumentar la seguridad vial, ya que anteriormente las calles desembocaban directamente en la autovía.

### Sistema Vial Integrado del Atlántico
Luego de la crisis del 2001, se desencadenó un estado de emergencia por el cual cambiaron las condiciones del contrato de concesión: la empresa Covisur sólo se dedicaba a mantenimiento de la autovía sin realizar obras nuevas a cambio de mantener fijas las tarifas de peaje. Esto ocurrió en un contexto en el que aumentaron los precios de los materiales para uso vial.
Dada la necesidad de realizar nuevas obras y la inminente finalización del contrato de concesión, el gobierno provincial decidió poner en marcha el «Sistema Vial Integrado del Atlántico» en el año 2009, que es un sistema de concesión de varias rutas provinciales que comunican localidades de la costa atlántica con un concesionario único, a diferencia del sistema anterior. Entre otras obras, está previsto el ensanche de la Autovía 2 a tres carriles por sentido de circulación al norte de Dolores y la eliminación de cruces a nivel.  Para ello la Legislatura Provincial sancionó una ley en diciembre de 2009. se extendió el contrato por cuatro años más pero solo en el tramo entre Dolores y Mar del Plata, percibiendo ingresos por el peaje ubicado en Maipú.
El día 30 de junio de 2011 caducó la operación de Covisur al norte de Dolores, haciéndose cargo de la estación de peaje Samborombón la nueva concesionaria Autovía del Mar a partir del día siguiente. Dicho consorcio está formado por tres empresas, dos de las cuales formaban parte de Covisur. En 2017 vencieron los contratos de concesión privada de las rutas de la costa a Autovía del Mar, tras lo cual tanto la Autovía 2 como las demás rutas a la costa quedaron bajo la concesión de la empresa estatal AUBASA.
En 2021 comenzó la obra de remodelación y modernización de la autovía.La puesta en valor de la ruta entre los partidos de La Plata y Dolores contó con una inversión de 7.400 millones de pesos modernizando el señalamiento, obras contra indicaciones instalando nueva luminaria y repavimentando la totalidad de su recorrido. En 2024, con el objetivo de modernizar la infraestructura y mejorar la seguridad vial, el gobierno de la provincia llevo adelante trabajos de modernización en las Rutas Provinciales 2, 11, 56 y la Autopista Buenos Aires – La Plata, obras que atraviesan 14 municipios y alcanzan un total de 258,7 km intervenidos, que incluyeron la transformación en autovía, repavimentación, nuevos distribuidores y otras intervenciones complementarias de puesta en valor del entorno y señalización.

## Geografía

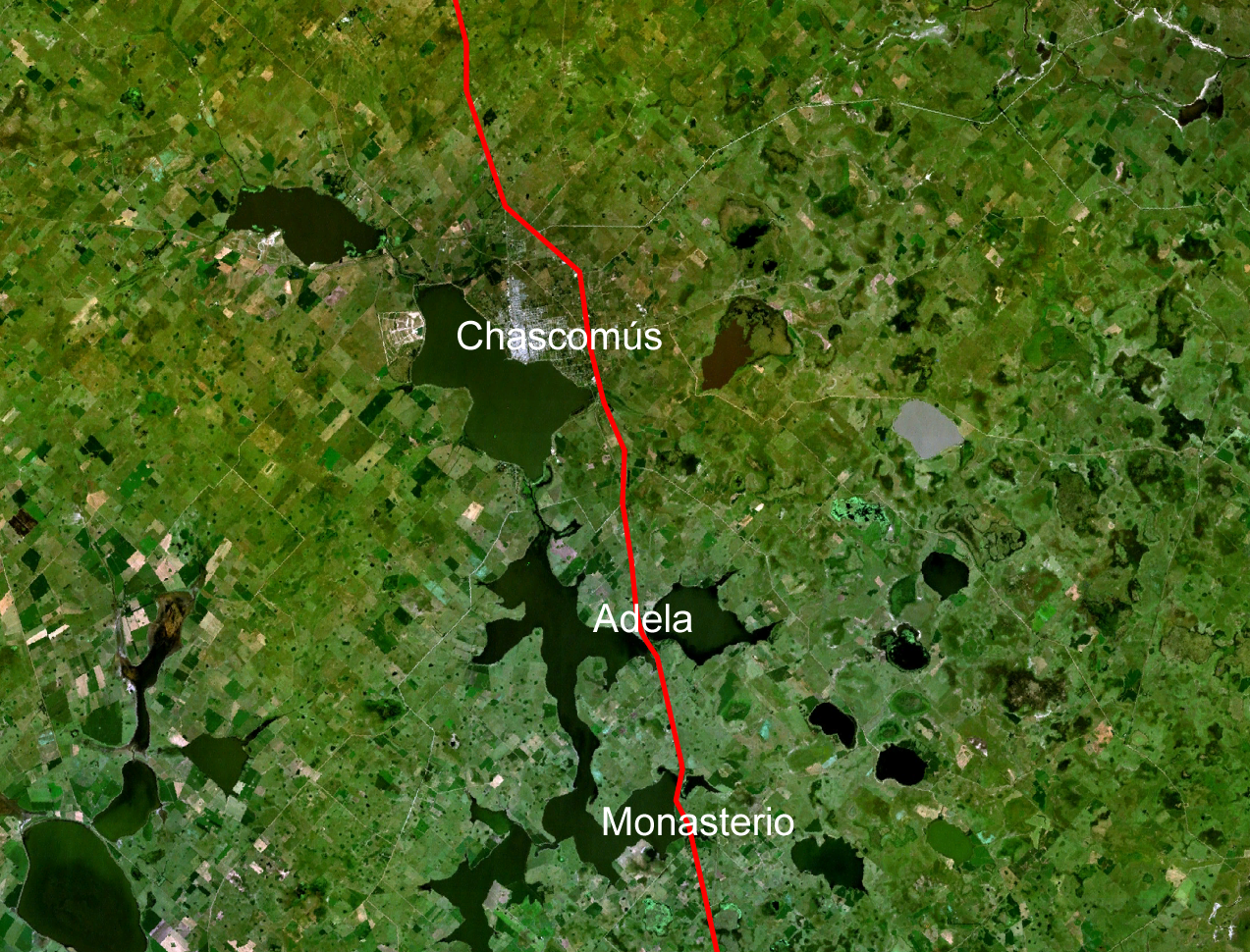
Sistema de lagunas encadenadas cerca de la Autovía 2 en el partido de Chascomús, Provincia de Buenos Aires, Argentina.

Los dos ríos más importantes que cruza esta carretera son el Samborombón, en el límite entre los partidos de Brandsen y Chascomús y el Salado, con más de 100 metros de ancho, en el límite entre los partidos de Lezama y Castelli. El primer río normalmente tiene poco caudal pero en época de lluvia su ancho puede aumentar considerablemente. La pendiente hacia el mar es muy escasa y no permite su rápido drenaje.
El camino se encuentra en las zonas geográficas denominadas Pampa Ondulada y Pampa Deprimida, al norte y al sur del río Samborombón respectivamente.
En la última región, también conocida como Zona deprimida del Salado, caracterizada por su baja altitud sobre el nivel del mar, dentro de los partidos de Chascomús y Lezama se encuentra el sistema de seis lagunas encadenadas muy cerca de la ruta, al oeste del camino: las lagunas Vitel, Chascomús, Adela o Manantiales, Chis Chis, La Tablilla y Las Barrancas. El agua fluye de norte a sur, desembocando en el río Salado. La laguna del Burro se encuentra al este de la autovía junto a la laguna Adela. En todos estos cuerpos de agua se práctica la pesca de pejerrey, tararira, lisa y carpas. En época de crecientes el agua fluye hacia la laguna del Burro, de allí a través de un canal hacia la laguna Martínez, y a través del Canal 18, un curso de agua artificial, desemboca en el arroyo Chascomús, afluente del río Salado.
Más al sur el camino pasa sobre una serie de arroyos que fueron canalizados para facilitar el escurrimiento del agua de lluvia hacia el mar y se usan para abastecer al sector agroganadero local. La carretera finaliza en las últimas estribaciones del Sistema de Tandilia, que es un conjunto montañoso de origen precámbrico.

## Trazado, peajes y servicios

Peajes y servicios de la Autovía 2.

La ruta es autovía en todo su trayecto excepto al atravesar Lezama donde es una avenida urbana, en su paso por Dolores donde es una autopista con cruces a diferente nivel entre los kilómetros 204 y 214 y ya en Mar del Plata a partir del km 400 (rotonda avenida Constitución) donde se convierte en una avenida urbana multitrocha con rotondas y semáforos hasta su finalización en el km 404 (rotonda avenida Luro) donde empalma con la Ruta Nacional 226 y la Ruta Provincial 88.
Debido a su alto volumen de tráfico durante todo el año y que aumenta aún más durante la época de vacaciones y fines de semana, la ruta presenta una innumerable cantidad de puntos de asistencia al viajero a lo largo de todo su recorrido tales como estaciones de servicio, paradores, restaurantes, parrillas, moteles, talleres mecánicos, gomerías y áreas de descanso.
La autovía cuenta a su vez con un sistema de comunicación de emergencia mediante postes SOS. ubicados a lo largo de la ruta con un intervalo de 5 km aproximadamente, que son atendidos mediante 4 bases de operaciones en Samborombón, Lezama, Dolores y Maipú, así como 5 grandes áreas de servicios.
Además de los postes SOS, el artículo tercero del Convenio de Readecuación firmado entre la Dirección de Vialidad de la Provincia de Buenos Aires y la concesionaria Covisur del 17 de septiembre de 1991 dispuso que esta empresa instalara una emisora de radio para informar a los usuarios de la carretera. Para ello instaló un estudio en Dolores y plantas transmisoras de frecuencia modulada en Gutiérrez, Samborombón, Lezama, Dolores, Maipú, Vidal y Cobo.
De las más de 30 estaciones de servicio repartidas en unos 350 km, tres de ellas están ubicadas en el centro de la ruta, por lo que se debe ingresar o egresar por el carril más rápido. Estas estaciones se encuentran en los km 115 (Chascomús), 202 (Dolores) y 298 (Las Armas). Además hay un área destinada a servicios de pasajeros de larga distancia en el km 183 (Castelli) y otra para camiones en el km 205 (Dolores).
Las estaciones de peaje se encuentran en el km 90, en la localidad de Samborombón, y en el km 273, inmediatamente al norte de la planta urbana de la ciudad de Maipú.

## Tránsito

### Velocidades máximas
De acuerdo con la ley nacional de tránsito número 24449 modificada por la 26363 que está vigente en la provincia de Buenos Aires desde el año 2008, la velocidad máxima para automóviles y motocicletas es de 120 km/h en tramos de autovía, excepto en zonas urbanas, donde es de 60 km/h. En varios tramos no hubo expropiaciones para la construcción de la autovía por lo que en determinadas curvas disminuye la velocidad máxima a 80 km/h que era la velocidad de trazado original de la carretera pavimentada. Para los ómnibus es de 90 km/h o la máxima para automóviles, la que sea menor. En el caso de camiones es de 80 km/h o la máxima para automóviles, la que sea menor.
Las velocidades se controlan mediante más de una decena de cinemómetros fijos. Los datos oficiales indicaban que en enero de 2009 el 80% de los conductores superaron los máximos indicados en los carteles.
El contrato de concesión prevé la conversión de autovía a autopista y la rectificación de curvas para aumentar la velocidad de trazado a 120 km/h.

### Mediciones de tránsito

Tránsito medio diario anual en los años 1993, 1996 y 1999.

Para poder fijar prioridades para mejorar rutas o diseñar cruces con otros caminos, la Dirección Provincial de Vialidad de Buenos Aires ha dividido su red caminera en tramos con tránsito uniforme, es decir, sin cruces de mucho ingreso o egreso de vehículos. En cada tramo se calcula el tránsito medio diario anual, que resulta de dividir la cantidad de vehículos que circulan por año por la cantidad de días que tenga dicho año (365 o 366). El tránsito en este camino sufre grandes variaciones estacionales, por lo que en la temporada veraniega y en Semana Santa la cantidad de vehículos en la ruta es más elevada.
El gráfico muestra el tránsito medio diario anual correspondiente a los años 1993, 1996 y 1999, es decir, durante el período de construcción de la autovía.
Con la obra terminada, la mayor parte del tránsito corresponde al tramo desde el inicio, en el Gran Buenos Aires, hasta Dolores. En 1999 alrededor de la mitad del caudal vehicular se desvió hacia el este por la Ruta Provincial 63 desde la ciudad de Dolores hacia los destinos turísticos de la costa atlántica. En años anteriores y desde la inauguración del pavimento entre la localidad de Pipinas y el paraje Esquina de Crotto en 1981, la mayor parte del tránsito con destino a las localidades balnearias entre San Clemente del Tuyú y Mar Azul circulaba por la Ruta Provincial 36 y la Ruta Provincial 11, evitando así la congestionada Ruta 2.
Después de la construcción de la autovía el tránsito por este camino continuó en aumento, registrándose en el año 2009 un valor aproximado de 20 000 vehículos diarios en el promedio anual al norte de Dolores y de 10 000 al sur de esta ciudad. El tránsito es netamente estacional, ya que mientras que en enero de 2009 poco más de un millón de automotores pasaron por el peaje en Samborombón, en junio del mismo año se registraron unos trescientos mil vehículos. Los días de recambio turístico puede haber 3000 vehículos por hora.

## Seguridad
Desde el año 1971 el gobierno provincial realiza el Operativo Sol, en el que miles de policías custodian las rutas y las diferentes localidades turísticas de la costa atlántica durante la temporada veraniega. Estos operativos se realizan en la temporada estival, entre la última semana de diciembre y principio de marzo, ya que en este período se incrementa significativamente el caudal vehicular. El objetivo de la presencia policial en las rutas es la seguridad vial y la prevención de accidentes. La mayoría de los agentes pertenecen a otras zonas de la provincia.